# 瑪麗亞·埃莉莎貝塔 (薩伏依-卡里尼亞諾)
薩伏依-卡里尼亞諾的瑪麗亞·埃莉莎貝塔（義大利語：Maria Elisabetta di Savoia-Carignano，1800年4月13日—1856年12月25日），卡里尼亞諾親王卡洛·埃馬努埃萊的女兒，薩丁尼亞國王卡洛·阿爾貝托的妹妹。

## 家庭
1820年，瑪麗亞·埃莉莎貝塔和奧地利皇帝法蘭茲一世的弟弟萊納大公結婚，兩人共有6子2女：
1. 瑪麗亞（1821年—1844年）
2. 阿德萊德（1822年—1855年），薩丁尼亞王后
3. 利奧波德（1823年—1898年）
4. 恩斯特（英语：Archduke Ernest of Austria (1824–1899)）（1824年—1899年）
5. 西吉斯蒙德（1826年—1891年）
6. 萊納（1827年—1913年）
7. 海因里希（英语：Archduke Heinrich Anton of Austria）（1828年—1891年）
8. 馬克西米利安（1830年—1839年），夭折